# حسين المجتهد الكركي
السيد حسين بن ضياء الدين أبي تراب حسن بن أبي جعفر محمد الموسوي الكركي (1001 هـ). رجل دين وفقيه شيعي عاملي من أهل قرية كرك نوح كان مقيماً في إيران في العهد الصفوي، وكان كثير الصراع والاعتراض على الشاه إسماعيل الثاني.
مشهور ب«الحسين المجتهد الكركي» أو «الأمير السيد حسين المجتهد» وقد يعرف ب«الأمير السيد حسين المفتي ابن بنت المحقق الكركي»
هوعالم دين شيعي، من جبل عامل، كثير التصنيف والتأليف.

## سيرته
من أسباط المحقق الكركي.
والده كان من تلامذة الشهيد الثاني.
من أبرز أساتذته الشيخ حسين بن عبد الصمد، والد الشيخ بهاء الدين العاملي.
وهوأحد الأركان في عصر السلطان الشاه عباس الأول الصفوي، وشيخ الإسلام بقزوين ثم بأردبيل.
كان يكتب على سجلات الأرقام ودفاتر الاحكام «خاتم المجتهدين» كما كان يفعل جده المحقق الكركي.

## مصنفاته
ترك الكركي عدداً كبيراً من المصنَّفات، ومنها:
| - دفع المناواة عن التفضيل والمساواة. - رفع البدعة في حل المتعة. - النفحات القدسية في أجوبة المسائل الطبرية. - النفحات الصدرية في أجوبة المسائل الأحمدية. - سيادة الأشراف. - اللمعة في عينية الجمعة. رسالة يذهب فيها إلى وجوب صلاة الجمعة تخييراً لكنَّ شريطة أن يكون إمام الجمعة فقيهاً مجتهداً جامعاً لشرائط الفتوى. - الطهماسبية. في الإمامة. - نجاسة أهل الخلاف. - دعامة الخلاف. - تعيين قاتل الخليفة الثاني. - التوحيد. - تفسير أُحِلَّ لَكُمُ الطَّيِّبَات وَطَعَامُ الَّذِينَ أُوتُوا الْكِتَابَ. | - رسالة في كيفية استقبال الميت. - رسالة في كيفية نية الوكيل في العقد. - رسالة في تحقيق معنى السيد والسيادة. - التبصرة. في الكلام. - التذكرة. في الكلام. - الاقتصاد في إيضاح الاعتقاد. - صحيفة الأمان. في الأدعية. - شرح الشرائع. - الطهارة. - شرح روضة الكافي. شرح على الروضة من كتاب الكافي. - التعليقة على الصحيفة السجادية. - عيون الأخبار. |

## وفاته
كانت وفاته سنة 1001 هـ، وكات على المشهور في أردبيل كما حكى ذلك الأفندي في رياض العلماء، وحسن الصدر في تكملة أمل الآمل. وقيل مات بقزوين سنة 1001 هجرية، وهي السنة التي وقع فيها الطاعون بقزوين. وقيل أيضاً أنه سكن بإصفهان حتى مات فيها.